# Купание

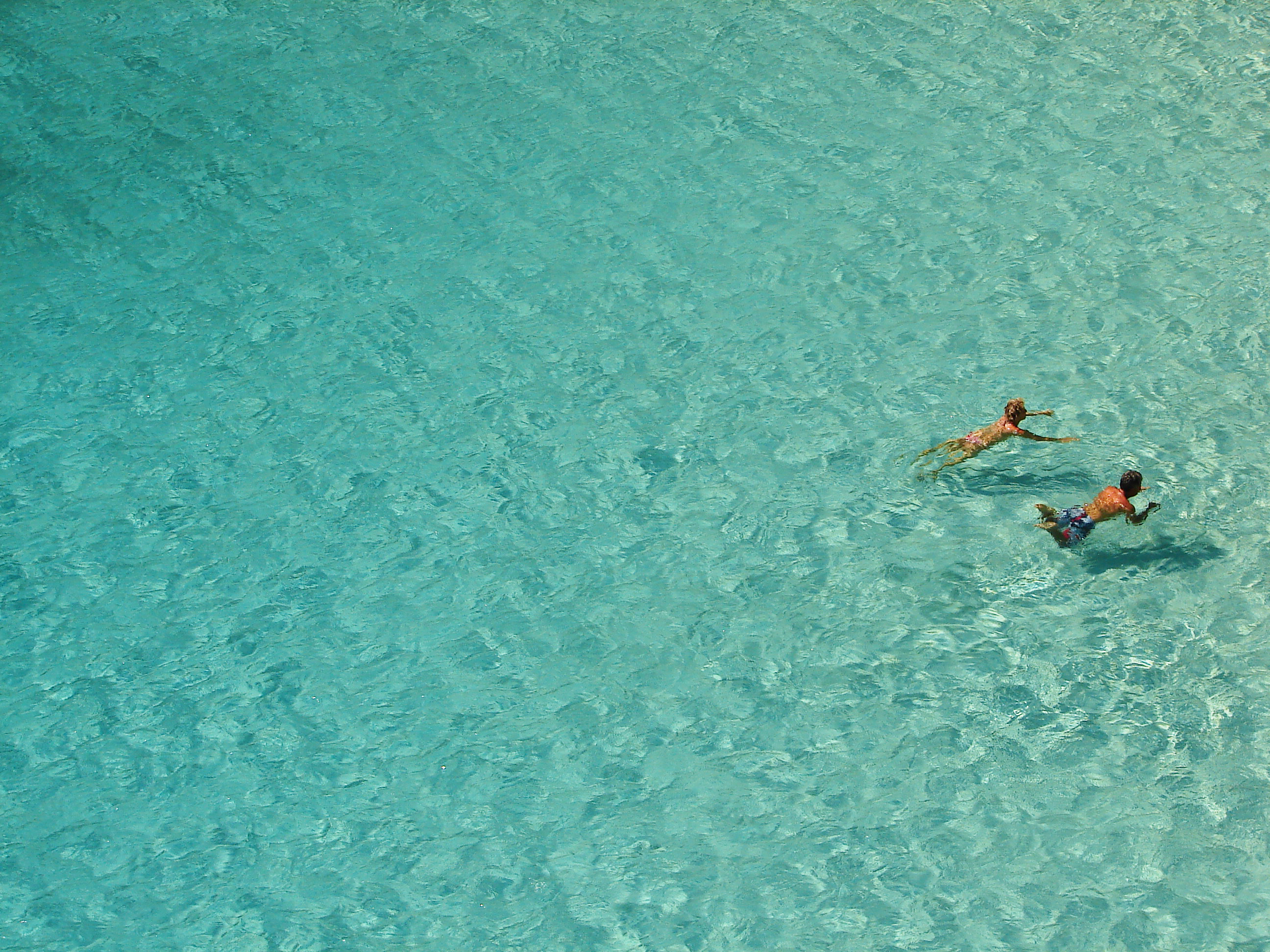
Купание в Средиземном море

Купа́ние — погружение в воду тела человека и плавание с целью отдыха и развлечения, охлаждения тела в жаркую погоду, оздоровления (водолечение), проведения гигиенических процедур (купание ребёнка), ритуального омовения (крещенские купания).
Купание может осуществляться как в природных водоёмах (море, река, озеро), так и в бассейне. Удобный для купания участок берега называется пляжем.
Зимнее купание называется моржеванием.